# Kelly Holmes
Kelly Holmes, née le 19 avril 1970 à Pembury, est une athlète britannique, spécialiste des courses de demi-fond.

## Biographie
Après de bons débuts en scolaire, elle s'engage à 18 ans dans l'armée britannique. Puis, voyant une de ses anciennes concurrentes participer à la finale du 3 000 m aux Jeux olympiques de Barcelone en 1992, elle décide de retourner à l'athlétisme, discipline qu'elle dispute en parallèle de son métier jusqu'en 1997.
Elle remporte son premier titre majeur en 1994 lors des Jeux du Commonwealth. Elle remporte ensuite une médaille de bronze aux Championnats du monde d'athlétisme 1995 sur 800 m. Elle connaît ensuite une période de blessures. Lors des Jeux olympiques de 1996, elle est victime d'une fracture de fatigue, terminant tout de même 4e de la finale. Puis, l'année suivante, alors qu'elle est la grande favorite des Championnats du monde, elle termine la finale à un demi-tour des premières, victime d'une rupture du talon d'achille.
En 2000, lors des Jeux de Sydney, elle gagne une médaille de bronze après seulement 6 semaines de travail intensif après un virus.
Les Jeux d'Athènes en 2004 sont pour elle la première compétition où elle se présente sans problème de blessures. Elle bat lors du 800 m son amie et ancienne camarade d'entraînement la Mozambicaine Maria Mutola, grande favorite de la compétition. Puis, en remportant le 1 500 m, elle réalise un doublé 800 m – 1 500 m que seules deux athlètes féminines avaient réalisé avant elle : Svetlana Masterkova en 1996 et Tatyana Kazankina en 1976.

### Vie privée
Elle fait son coming out en 2022 dans une interview pour le Sunday Mirror.

## Palmarès

### Jeux olympiques
- 2000
  -  médaille de bronze sur 800 m
- 2004
  -  médaille d'or sur 800 m
  -  médaille d'or sur 1 500 m

### Championnats du monde
- 1995
  -  médaille de bronze sur 800 m
  -  médaille d'argent sur 1 500 m
- 2003
  -  médaille d'argent sur 800 m

### Championnats du monde en salle
- 2003
  -  médaille d'argent sur 1 500 m

### Championnats d'Europe
- 1994
  -  médaille d'argent sur 1 500 m
- 2002
  -  médaille de bronze sur 800 m

### Jeux du Commonwealth
- Jeux du Commonwealth de 1994 à Victoria ( Canada)
  -  Médaille d'or sur 1 500 m
- Jeux du Commonwealth de 1998 à Kuala Lumpur ( Malaisie)
  -  Médaille d'argent sur 1 500 m
- Jeux du Commonwealth de 2002 à Manchester ( Angleterre)
  -  Médaille d'or sur 1 500 m

## Records
| Épreuve | Performance   | Lieu    | Date             |
| ------- | ------------- | ------- | ---------------- |
| 800 m   | 1 min 56 s 21 | Monaco  | 9 septembre 1995 |
| 1 000 m | 2 min 32 s 55 | Leeds   | 15 juin 1997     |
| 1 500 m | 3 min 57 s 90 | Athènes | 28 août 2004     |